# 作徳
作徳（さくとく）とは、前近代、特に江戸時代に多く用いられた語であり、農家における再生産費用に相当する。

## 概要
当初は、毎年の生産物のうち領主に年貢を支払った後に手元に残る分を指していた。例えば、「六公四民」の土地では農民の取り分は4割であり、その部分が作徳と称された。
ところが、江戸時代中期以後、地主制が強まると、地主が小作人から徴収する小作料としての意味でも用いられるようになり、『地方凡例録』などでは両方の意味で用いられている。
だが、地主も領主に対しては年貢を納める身分であり、自己の作徳を確保するために年貢の負担分に加えて自己の作徳分をも小作料の形で小作人に転嫁した。このため、小作人の作徳は少なくなり、その農業経営を不安定にする要因となった。